# Кашув (Малопольское воеводство)

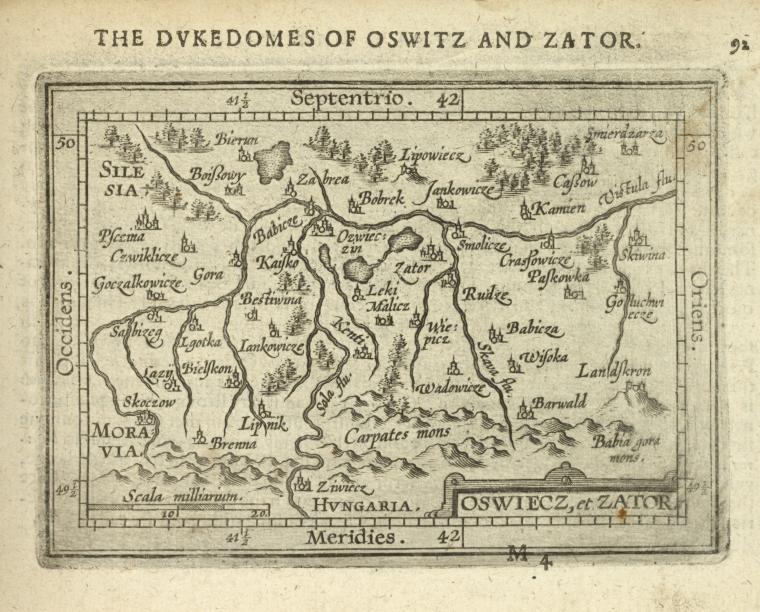
Кашув на карте Освенцимского княжества, 1603 год

Ка́шув (пол. Kaszów) — село в Польше в сельской гмине Лишки Краковского повета Малопольского воеводства.
Село располагается в 4 км от административного центра гмины села Лишки и в 16 км от административного центра воеводства города Краков.

## История
Село впервые упоминается в 1105 году в документах тынецкого бенедиктинского аббатства. В последующее время оно вновь упоминается в документах, выданных польским королём Болеслава V Стыдливого от 1229 и 1275 годов. В 1282 году Лешек Чёрный придал селу статус города. В 1363 году Казимир Великий передал село в собственность тынецкого бенедиктинского монастыря.
1 июля 1943 года в селе немецкие войска провели акцию пацификации, во время которой после пыток были расстреляны 27 жителей (в том числе 7 женщин) и сожжены 24 дома.
В 1975—1998 годах село входило в состав Краковского воеводства.

## Население
По состоянию на 2013 год в селе проживало 2071 человек.
| 2010 | 2013 |
| ---- | ---- |
| 2048 | 2071 |

| Перепись  | Всего   | Всего | Женщины | Женщины | Мужчины | Мужчины |
| --------- | ------- | ----- | ------- | ------- | ------- | ------- |
| Единицы   | человек | %     | человек | %       | человек | %       |
| Население | 2071    | 100   | 1062    |         | 1009    |         |

## Достопримечательности
- В селе находятся две часовни, построенные в середине XIX века.